# Kenedy
Robert Kenedy Nunes do Nascimento, mer känd som Kenedy, född 8 februari 1996 i Santa Rita do Sapucaí, är en brasiliansk fotbollsspelare som spelar för Real Valladolid.

## Karriär
Den 23 januari 2018 lånades Kenedy ut till Newcastle United över resten av säsongen 2017/2018. Den 12 juli 2018 lånades han återigen ut till Newcastle United, denna gång på ett låneavtal över säsongen 2018/2019. Den 8 september 2020 lånades Kenedy ut till Granada på ett låneavtal över säsongen 2020/2021.
Den 18 augusti 2021 förlängde Kenedy sitt kontrakt i Chelsea och blev samtidigt utlånad till Flamengo på ett låneavtal över säsongen 2021/2022. I januari 2022 blev han återkallad av Chelsea.
Den 1 september 2022 värvades Kenedy av Real Valladolid, där han skrev på ett femårskontrakt.